# Taenaris onesimus
Taenaris onesimus är en fjärilsart som beskrevs av Butler 1877. Taenaris onesimus ingår i släktet Taenaris och familjen praktfjärilar. Inga underarter finns listade i Catalogue of Life.